# Амвросий Аврелиан
Амвро́сий Аврелиа́н (Амброзий Аврелиан; лат. Ambrosius Aurelianus; по-валлийски Эмрис Вледиг (валл. Emrys Wledig) или Анн ап Ллеиан (валл. Ann ap Lleian)) — военачальник, возможно, правитель бриттов примерно во второй половине V века. Имеется предположение, что речь идёт о двух людях — отце и сыне, носивших одинаковые имена.

## Амвросий в сочинении Гильды
Амвросия упоминал Гильда Премудрый в труде «О погибели Британии» и отзывается о нём с уважением как о вожде бриттов, разгромившем саксов, причем упоминается, что его родители «…одетые, бесспорно, в пурпур…», были убиты, а потомки по прежнему правят, хотя и «…выродилось от дедовой доброты…». Из потомков Амвросия Гильда упоминает Аврелиана Канина, обличая его в предательстве идей предков и развязывании братоубийственной войны. Судя по словам Гильды, Аврелиан Канин был последним из рода Аврелианов: «…остался ты, скажу я, один, словно засыхающее деревце посреди поля…». Беда Достопочтенный писал об Амброзии Аврелиане также как о «почтенном муже».
При нашествии вестготов на Рим римские легионы покинули Британию. Но, вероятно, не все воины возвратились на континент. Гильда, писавший более чем через сто лет после этих событий, свидетельствует: «…Жестокие разбойники (то есть саксы) вернулись домой. Остатки несчастных жителей начали собираться с разных сторон… Чтобы не быть окончательно уничтоженными, они взяли оружие и выступили против своих победителей под началом Амброзия Аврелиана. Он же был почтенным мужем, единственным из народа римлян, пережившим ту бурю, в которую погибли и его родители». Под «бурей» здесь имеется в виду мятеж саксов против бриттов, в ходе которого страна подверглась разорению.

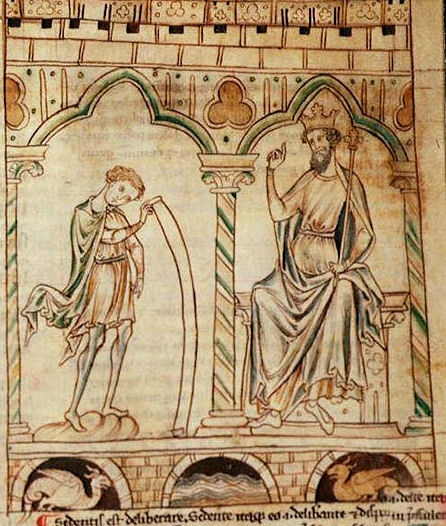
Сцена встречи юного Мерлина/Амброзия с королём Вортигерном

## Амвросий у Талиесина
Амвросий упоминается в приписываемом барду Талиесину сочинении «Могилы воинов» (Englynnion Y Bedeu), написанном трёхстишиями в форме «Englyn milwr». Поэма содержится в «Чёрной Книге из Кармартена». Амвросию посвящена 14-я строфа, сохранившаяся в манускрипте Peniarth 98B, в которой он фигурирует сразу под тремя именами: Анн ап Ллейан (валл. Ann ap Lleian), Амвросий (валл. Emmrys) и Мерлин Амвросий (валл.  Merddin Emmrys). В первом имени «Lleian» можно перевести как «монахиня», таким образом валл. Ann ap Lleian допустимо перевести как «Анн, сын монахини», (англ. Ann son of the Nun).
ST. 14.

Bedd Ann ap Lleian ym newys

Vynydd, lluagor Hew Emmrys,

Priv ddewin Merddin Emmrys.

translated by Herbert Algernon

The grave of Ann ap Lleian in the electoral

Mount, the host-opening lion Ambrose,

The chief enchanter Merlin Ambrose.

translated by Mary Johnes

14. The grave of the nun's son on Newais

Mountain of battle, Llew [lion of?] Emrys,

Chief Magician, Myrddin Emrys

Перевод:

Могила Анна сына Ллеиана на горе́

Невайс, воинственного льва Амвросия,

Вождя чародеев Мерлина Амвросия

## Аврелиан, Мерлин и король Артур
Амвросий Аврелиан — возможный прототип легендарного короля Артура или Мерлина. Он так или иначе фигурирует практически во всех источниках, связанных с Артуром.
У Ненния имя Амвросия упоминается в первый раз в связи с опасениями Вортигерна ещё до прибытия саксов:

В Британии царствовал тогда Гвортигирн и, пока царствовал, трепетал пред пиктами и скоттами, страшился Амброзия и римлян— Ненний. История бриттов
Летописец Ненний называл младшего Амброзия по валлийски Эмбреис Гулетик. В его «Истории бриттов» юный Амброзий проявляет чудеса предвидения перед бриттским королём Гвортигирном (Вортигерном). Их встреча происходит у подножья Херерских гор (Сноудона), где некогда существовало укрепление, которое называли «Dinas Emrys» — «Крепость Амброзия». По легенде, когда Вортигерн впервые попытался воздвигнуть эту крепость, за одну ночь она была разрушена неведомыми силами. Колдуны посоветовали ублажить злых духов, принеся им в жертву мальчика, рождённого без отца. Этим мальчиком и оказался Амброзий. Вместо того, чтобы покорно пойти в жертву, он посрамил колдунов и открыл королю истинную причину его бедствий: на том месте, где Вортигерн пытался построить крепость, в земле хранится знамение для него: два нарисованных дракона, из которых алый побеждает белого. Это символизирует победу бриттов над саксами. В награду Вортигерн не только пощадил юношу, но и наградил его рыцарским званием и землями. Хроника Ненния явно смешивает двух персонажей: хотя все считают Амвросия «чудесно рождённым без отца», сам юноша утверждает, что он сын римского консула.
У Гальфрида Монмутского Амброзий — дядя Артура, брат и предшественник на престоле Британии его отца Утера. Гальфрид считал Аврелиана сыном Константина III, провозгласившего себя императором Британии. Он тоже пересказывает легенду о пророчестве юноши с теми же подробностями, но в его версии это не Амброзий, а совершенно другой человек — будущий волшебник Мерлин.
Современник Гальфрида, Уильям Мальмсберийский, называет Аврелиана «…последний из уцелевших римлян, который стал монархом после Вортигерна, подавил самонадеянных варваров при помощи Артура…». 

Ambrosius, the sole survivor of the Romans, who became monarch after Yortigern, quelled the presumptuous barbarians by the powerful aid of warlike Arthur.— Уильям Мальмсберийский. Хроника королей Англии, Лондон: Генри Г Бон. Йорк стрит. Ковент Гарден.1847
Шотландский хронист XIV века, Джон Форданский, в своей «Летописи шотландской нации», в общих чертах повторяет информацию, почерпнутую у Гильды и Беды об Аврелиане, но добавляет, что для изгнания англосаксов он пошёл на заключение союза с Константином, королём скоттов, и сделал попытку заключить аналогичный альянс с Дорстаном, королём пиктов. Однако, его опередил Хенгист, король саксов, успевший первым направить послов к пиктам. Таким образом сложилось два союза — бритты и скотты против саксов и пиктов. Альянс бриттов со скоттами продолжился и после смерти Константина, при его племяннике Конгале.
Историк короля Иакова VI, Ричард Бартон, в «Истории Шотландского Королевства» сообщает с ссылкой на шотландские хроники, что Аврелиану всё же удалось заключить союз с пиктами, и более того, что после поражения Хенгиста, он женился на дочери короля пиктов.

## Отец и сын
По мнению некоторых историков, существовало два Амвросия Аврелиана, отец и сын. Первый из них погиб в конце 440-х годов во вражде с Вортингерном. Предполагается, что о нём пишет Гильда, упоминая трагическую гибель родителей Аврелиана и именно он упомянут в «Colofon Eliseg», как римский король, убитый Вортингерном, а также это его упоминает Ненний, когда пишет, что его боялся Вортингерн и что он участвовал в битве при Гуалопе в 437 году. Сын — именно тот Амвросий, который по Гильде и Уильяму Мальмсбери стал победителем англо-саксов. Предполагается, что родился он за несколько лет до смерти отца.

## В современной культуре
Амвросий Аврелиан (Амброзий) стал персонажем романов Розмэри Сатклифф «Факелоносцы» и «Меч на закате».